# Конрад IV фон Бикенбах
Конрад IV фон Бикенбах 'Стари' (на немски: Konrad (Conrad) IV von Bickenbach; * пр. 1339; † 16 октомври 1374) е благородник от Бикенбах в Хесен, Германия.

## Произход
Той е син на Конрад III фон Бикенбах († 1354) и първата му съпруга Гудела (Юта) Ценихин фон Бомерсхайм († 1336), дъщеря на Теодерих фон Бомерсхайм († сл. 1304), бургграф на Щаркенбург, и Гуда фон Праунхайм († ок. 1298). Баща му Конрад III фон Бикенбах се жени втори път сл. 30 април 1336 г. за шенка Агнес фон Ербах-Ербах († сл. 1347). Полубрат е на Конрад V 'Млади' фон Бикенбах († 1393), господар на Клингенберг ам Майн.
Господарите фон Бикенбах построяват ок. 1235 г., през първата половина на 13 век, замък Бикенбах, днешният дворец Алсбах, над селото Алсбах, на ок. 2 km от Бикенбах. От там те могат да контролират частта си на пътя Бергщрасе, който води за Дармщат.
Конрад IV фон Бикенбах умира на 16 октомври 1374 г. и е погребан в Химелтал.

## Фамилия
Първи брак: пр. 1357 г. с Кристина фон Хоенберг (* пр. 1357; † пр. 1365), дъщеря на Дитрих фон Хоенберг и Елизабет фон Кастел. Те имат трима сина:
- Дитрих I фон Бикенбах (* пр. 1357; † 24 август 1403), господар на Бикенбах и Хоенберг, женен ок. 1375 г. за Агнес фон Изенбург-Бюдинген († 1403)
- Конрад VI фон Бикенбах (* пр. 1357; † 2 април 1429), господар на Хоенберг, бургграф на Милтенберг († 1429), женен I. между 1381 и 8 юли 1383 г. за Маргарета фон Ербах († 19 август 1396), II. сл. 1 август 1396 г. за Юта фон Рункел († сл. 1418)
- Дитрих 'Млади' фон Бикенбах (* сл. 1357; † 11 декември 1374).

Втори брак: пр. 22 март 1364 г. за шенка Маргарета фон Ербах († 1395), вероятно дъщеря на шенк Еберхард VIII фон Ербах-Ербах († 1373) графиня Елизабет фон Катценелнбоген († 1385). Бракът е бездетен.
Вдовицата му Маргарета фон Ербах се омъжва втори път 1366 г. за граф Вилхелм II фон Еберщайн († 1385).